# What Remains of Edith Finch
What Remains of Edith Finch és un videojoc d'exploració en primera persona desenvolupat per Giant Sparrow i publicat per Annapurna Interactive. El joc es va llançar el 2017 per a Microsoft Windows, PlayStation 4 i Xbox One ; per a Nintendo Switch el 2019; per a iOS el 2021; i per a PlayStation 5 i Xbox Series X/S el 2022.
La història segueix a Edith Finch, de disset anys, l'últim membre supervivent de la seva família, mentre torna a la casa de la seva família per primera vegada en set anys. Mentre reexplora la casa, descobreix el misteriós passat de la seva família i s'assabenta de la sèrie de morts que finalment van provocar el col·lapse de la seva estructura familiar. El joc es presenta com una antologia interconnectada i, utilitzant mitjans únics des de diferents perspectives, explica la història de la família a través d'una sèrie de vinyetes; tanmateix, el protagonista dubta de la veracitat de cada història que s'explica.
What Remains of Edith Finch va rebre elogis de la crítica per la seva narració, personatges i presentació immersius; i es considera un exemple de videojocs com a forma d'art . Entre altres premis i nominacions, va guanyar el premi dels Jocs de l'Acadèmia Britànica al millor joc 2017 i la categoria de millor narrativa tant als The Game Awards 2017 com als Game Developers Choice Awards 2018.

## Joc
What Remains of Edith Finch és un joc centrat en la narrativa. Com a Edith, el jugador explora la casa Finch i la naturalesa que l'envolta a través d'una sèrie semi-lineal d'habitacions, camins i passatges secrets. La narració d'Edith guia el jugador, proporcionant comentaris sobre els seus propis pensaments, experiències i relacions amb cada personatge; i, per tant, proporciona exposició i matisos relacionats amb moltes de les seqüències semiautònomes del joc. Diversos objectes relacionats amb la narració, com ara llibres, desordres i decoracions, proporcionen a l'Edith aquesta oportunitat. Durant tot el joc, el jugador es troba amb les antigues habitacions dels membres de la família, que han estat commemorades i conservades des del moment de la mort de l'individu respectiu. El jugador interactua amb objectes col·locats en aquests monuments commemoratius per avançar a través de la història, cadascun dels quals inspira una vinyeta única que revela les circumstàncies de la mort de cada persona. Aquestes vinyetes varien enormement pel que fa al mitjà, la perspectiva, el gènere, l'estilització i la mecànica de joc, així com la intenció i la veracitat de la seva font; per tant, ofereix una sèrie d'històries úniques i semiautònomes al llarg del joc, sovint evocant temes de realisme màgic, de la precisió total de la qual el jugador dubta.

## Història
El protagonista agafa un ferri fins a Orcas Island, Washington, portant el diari d'Edith Finch. El diari detalla l'experiència d'Edith tornant a la casa familiar a l'illa per primera vegada en set anys. Quan tenia 17 anys, Edith redacta que és l'últim membre supervivent de la seva família. Aleshores, el jugador pren la perspectiva d'Edith mentre reexplora la casa i descobreix les suposades circumstàncies de la mort de cada membre de la família, l'autenticitat de les quals es confon a causa dels mitjans i perspectives únics de cada font.
Edith explica que es creu que la seva família està maleïda, a causa de les morts prematures que pateixen amb freqüència. El 1937, en un esforç per escapar de la maledicció després de la mort de la seva dona Ingeborg i el seu fill nounat Johann, el besavi d'Edith, Odin Finch, emigra de Noruega als Estats Units, i s'emporta la seva filla Edith (Edith Sr, o "Edie"), el seu gendre Sven, la seva néta Molly i la casa carregada sobre el ferry. Malgrat tot, a la costa de l'illa d'Orcas, les onades bolquen la casa i Odin mor ofegat. La resta de la família construeix una casa nova i un cementiri familiar per acompanyar-la. Aquí, l'Edie dona a llum la Barbara, el Calvin i el Sam, i el Walter.
Durant un temps, l'Edie creu que han deixat enrere la maledicció, però comencen a passar tragèdies inusuals a la seva família. Als 10 anys mor la Molly després d'ingerir pasta de dents fluorada ibaies de grèvol; als 16 anys, Barbara és assassinada durant una invasió domèstica o una disputa domèstica implícita; als 11 anys, Calvin cau d'un penya-segat després de fer un gir complet en un gronxador instal·lat al gardí de la casa; als 49 anys, el marit d'Edie, Sven, mor en un accident mentre construïa part de la casa; i, als 53 anys, després d'haver passat 30 anys vivint com a reclus en un búnquer sota la casa i traumatitzat en presenciar la mort de Bàrbara, Walter és atropellat per un tren després de sortir per primera vegada des de llavors. Edie recorda cada mort convertint els seus respectius dormitoris en santuaris.
Sam es casa amb una dona anomenada Kay Carlyle i tenen tres fills: Dawn, Gus i Gregory. Tanmateix, Dawn és l'única que viu fins a l'edat adulta. Als 22 mesos, Gregory s'ofega a la banyera després de ser deixat desatès per la seva mare; i, als 13 anys, Gus és aixafat per un tòtem durant una tempesta. Sam i Kay es divorcien i, als 33 anys, durant una excursió de caça amb Dawn, Sam cau a la seva mort després de ser arrossegat des d'un penya-segat per un cérvol.
Traumatitzada, Dawn es trasllada a Calcuta, Índia, es casa amb Sanjay Kumar i tenen tres fills: Lewis, Milton i Edith (Jr.). L'any 2002, Sanjay mor en un terratrèmol i Dawn torna amb els seus fills a casa de Finch. Als 11 anys, Milton desapareix inexplicablement i Dawn es torna paranoica. Segella les habitacions commemorades i prohibeix als seus fills conèixer la història de la seva família en un esforç per salvar-los d'un destí similar.
El 2010, després de lluitar contra una malaltia mental i l'abús de substàncies, Lewis se suïcida als 21 anys. Ara, desesperada, Dawn decideix que tots han de marxar de casa. Edie, però, es nega a anar-hi i, després d'una acalorada discussió, Dawn i Edith fugen de casa sense ella, deixant enrere la majoria de les seves possessions. L'endemà troben a l'Edie morta amb 93 anys després de consumir alcohol juntament amb els seus medicaments.
Set anys més tard, Dawn mor a causa d'una malaltia no revelada i l'Edith, de 17 anys, hereta la propietat. Tornant a la casa, l'Edith descobreix per ella mateixa les històries de la història única de la seva família, documentant els seus propis pensaments i experiències al seu diari. L'Edith revela que està embarassada i que el diari està pensat per al seu fill per néixer en cas que mori abans de poder explicar-los ella mateixa les històries.
A l'escena final, es revela que el personatge del jugador és el fill d'Edith, Christopher, i que Edith va morir durant el part el 2017. En un moment no especificat en el futur, Christopher posa flors a la tomba de la seva mare.

## Desenvolupament

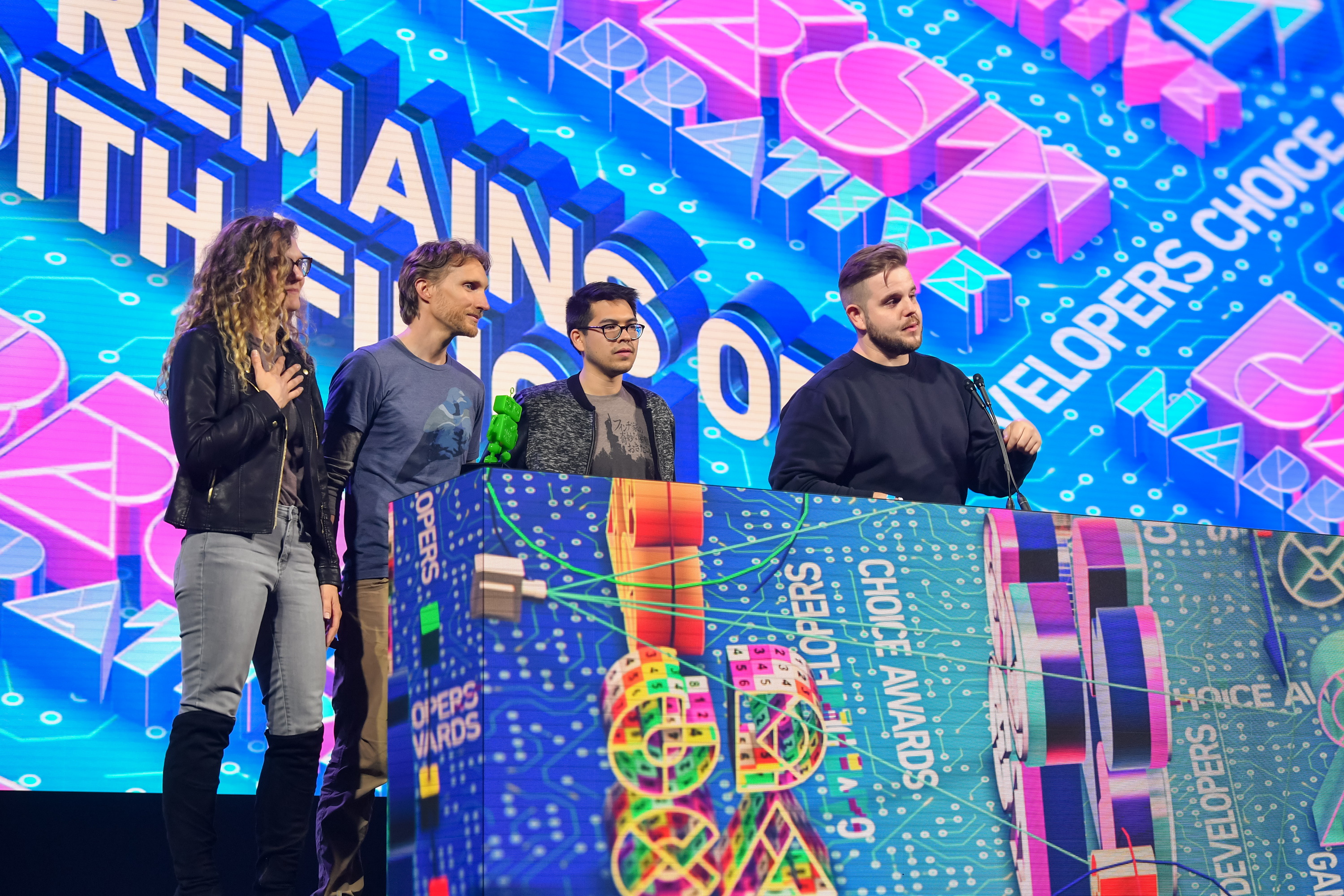
L'equip de Giant Sparrow, als Game Developers Choice Awards 2018. Des de l'esquerra: Chelsea Hash, Ian Dallas, Michael Kwan, Chris Bell

What Remains of Edith Finch és el segon joc desenvolupat per l'equip de Giant Sparrow, liderat pel director creatiu Ian Dallas. El seu primer joc va ser The Unfinished Swan, guanyador del premi BAFTA. El concepte de What Remains of Edith Finch va sorgir a partir d'intentar crear, tal com va descriure Dallas, "una experiència interactiva que evoqui el que se sent en trobar alguna cosa bella, però aclaparadora". Dallas va encarnar aquest concepte utilitzant la seva pròpia experiència com a bussejador mentre vivia a l'estat de Washington i veient l'oceà caure a la foscor a la distància. El joc inicialment es basava en aquest enfocament de busseig, però això va crear una sèrie de problemes amb la transmissió de la narrativa. Mentre el joc es trobava en aquest estat, se'ls va ocórrer la idea d'utilitzar subtítols de text flotant de la narració perquè el jugador la veiés, detall que va romandre com un element clau de la jugabilitat a través del procés de desenvolupament. L'equip va tenir problemes amb la idea del bussejador fins que a Dallas se li va ocórrer la idea d'un tauró que caigués a un bosc amb un nen pronunciant la frase "i de sobte jo era un tauró", cosa que va provocar la idea de passar a escenaris més estranys i poc naturals; aquest en concret es convertiria finalment en la mini-experiència de la Molly. Mentre que l'escenari de la Molly s'anava concretant encara més, l'equip va decidir desenvolupar altres escenaris que capturaven el mateix sentit, donant al jugador alguna cosa interessant per veure o fer, però sabent que els seus personatges estaven a punt de morir, creant el tipus d'experiència que volien evocar.
Per enllaçar aquestes mini-experiències, inicialment van considerar un escenari semblant a The Canterbury Tales però ambientat en una escola secundària moderna, però aviat van reconèixer que situar aquestes morts en el context d'una família maleïda funcionaria millor, formant una obra d'antologia com The Twilight Zone, mentre prenen en préstec conceptes de la novel·la Cent anys de solitud, que de manera similar implicava les històries superposades de diversos membres de la família. Amb aquest enfocament establert, l'equip només havia de determinar la naturalesa genealògica d'aquesta família i com s'havia de dissenyar la casa. Per a la casa en si, Dallas va dir que tenien tres paraules amb les quals treballaven, sublim, íntim i tèrbol. El seu objectiu era fer que la casa en si se sentís com "una força natural.Que semblés gairebé l'escorça d'un arbre; una cosa que té un ordre, però és massa caòtic perquè el puguem seguir". Tot i que havien dissenyat totes les habitacions aproximadament en el mateix ordre que el jugador les va experimentar al joc, no va ser fins al penúltim dormitori, el de Lewis, que havia consumit marihuana, que es van adonar que les habitacions es podrien utilitzar per dir molt més sobre cada membre de la família per com van ser decorades. L'habitació d'en Lewis havia estat molt decorada amb pòsters i altres articles que indicaven la seva addicció a les drogues, i l'equip es va adonar que això compartia molt sobre el seu personatge, detalls que no havien de comunicar-se mitjançant la narració o la seqüència de la mort. Durant els darrers mesos abans del llançament, es van fer canvis importants a totes les habitacions anteriors per proporcionar elements expositius similars per a cada personatge.
L'equip també va reconèixer que volien deixar moltes de les experiències obertes sobre què va passar exactament, seguint la convenció de deixar que el jugador es qüestioni si les mini-experiències a les quals havien jugat eren fonamentades en la realitat o no. No volien fer un joc de terror, sinó que volien agafar prestats conceptes comuns en el gènere de terror, com ara elements lovecraftians. El joc havia començat titulat Els malsons d'Edith Finch, i el seu tràiler de llum verda té un caràcter més fantasmagòric, com ara el protagonista explorant la casa principalment a les fosques amb una llanterna, però l'equip finalment es va retirar aquests elements més per deixar els més estranys, canviant el nom del joc al seu títol final. El final del joc és considerada la part més difícil per a l'equip, segons Dallas, ja que no sabien si havien d'acabar el joc amb una mini-experiència que elevés la sensació de malestar de les anteriors. Finalment, van optar per una cosa completament diferent, un tancament de la història que pretenia fer que el jugador reflexionés sobre allò que acabava de jugar. Dallas acredita els suggeriments fets per en Dino Patti de Playdead i la Jenova Chen de thatgamecompany, després d'una prova de joc del joc, d'inspirar les facetes de l'embaràs i el part per tancar la història després de tota la mort que havien viscut. En un moviment inusual, el jugador pot mirar cap avall des de la vista en primera persona del joc al cos de l'Edith i veure el seu ventre, insinuant el seu embaràs. Tot i que Dallas no havia volgut que el jugador veiés parts del cos del personatge, el seu artista tecnològic Chelsea Hash va insistir a mantenir-ho, cosa que Dallas va trobar més tard una agradable sorpresa per als jugadors que ho van descobrir per si mateixos.
El joc s'havia desenvolupat almenys des del 2013, quan Giant Sparrow es va associar amb Sony Computer Entertainment. Es va anunciar per primera vegada en un tràiler a la PlayStation Experience de 2014, com a títol que serà publicat per Santa Monica Studio, amb un tràiler posterior publicat abans de l'E3 2015. Mentrestant, Sony va començar a disminuir el seu suport als videojocs desenvolupats de manera independent i Santa Monica Studios va deixar el títol dde banda. No obstant això, diverses persones que havien estat a Santa Monica Studios treballant amb Giant Sparrow van abandonar l'estudi per formar Annapurna Interactive, que després es va convertir en el nou editor del joc. Annapurna va relaxar alguns dels terminis que Sony havia tingut originalment per al títol, permetent a Giant Sparrow mantenir i perfeccionar algunes de les mini-experiències més significatives que van crear i, d'altra manera, haurien hagut de retallar-se amb un calendari més ajustat. Entre aquests incloïa l'infant Gregori, que s'ofega mentre està al bany mentre la seva mare està distreta. La seqüència de l'ofegament ambientada en "El vals de les flors" de El Trencanous de Piotr Ilitx Txaikovski i Lewis, un mini joc d'aventures que té lloc en la ment de Lewis mentre decapita peixos en una fàbrica de conserves que es va inspirar en " La coronació del Sr. Thomas Shap" de The Book of Wonder. La història de Gregory va ser especialment preocupant, ja que va implicar la mort d'un nadó, cosa que va provocar preocupacions al seu editor. Per ajudar a alleujar-ho, Giant Sparrow va demanar específicament a pares que provessin el joc, per assegurar-se que tractava el tema d'una manera sensible.

## Recepció
What Remains of Edith Finch va rebre una aclamació gairebé universal a totes les plataformes on es va llançar (Windows, PlayStation 4, Nintendo Switch i Xbox One), segons Metacritic.
La puntuació de 8,8/10 de Marty Sliva a IGN va afirmar que "What Remains of Edith Finch és una experiència magnífica i una de les millors històries de realisme màgic de tots els jocs".

### Elogis
| Year | Award                                                 | Category                                                              | Result    | Ref.          |
| ---- | ----------------------------------------------------- | --------------------------------------------------------------------- | --------- | ------------- |
| 2017 | 35th Annual Golden Joystick Awards                    | Best Storytelling                                                     | Nominat   | [ 9 ]         |
| 2017 | 35th Annual Golden Joystick Awards                    | Best Indie Game                                                       | Nominat   | [ 9 ]         |
| 2017 | 35th Annual Golden Joystick Awards                    | Breakthrough Award (Giant Sparrow)                                    | Nominat   | [ 9 ]         |
| 2017 | The Game Awards 2017                                  | Best Narrative                                                        | Guanyador | [ 10 ]        |
| 2017 | The Game Awards 2017                                  | Games for Impact                                                      | Nominat   | [ 10 ]        |
| 2017 | The Game Awards 2017                                  | Best Independent Game                                                 | Nominat   | [ 10 ]        |
| 2017 | Titanium Awards                                       | Game of the Year                                                      | Nominat   | [ 11 ]        |
| 2017 | Titanium Awards                                       | Best Indie Game                                                       | Nominat   | [ 11 ]        |
| 2018 | New York Game Awards 2018                             | Big Apple Award for Best Game of the Year                             | Nominat   | [ 12 ]        |
| 2018 | New York Game Awards 2018                             | Off-Broadway Award for Best Indie Game                                | Nominat   | [ 12 ]        |
| 2018 | New York Game Awards 2018                             | Herman Melville Award for Best Writing                                | Nominat   | [ 12 ]        |
| 2018 | New York Game Awards 2018                             | Statue of Liberty Award for Best World                                | Nominat   | [ 12 ]        |
| 2018 | New York Game Awards 2018                             | Great White Way Award for Best Acting in a Game (Valerie Rose Lohman) | Nominat   | [ 12 ]        |
| 2018 | 21st Annual D.I.C.E. Awards                           | Outstanding Achievement in Story                                      | Nominat   | [ 13 ]        |
| 2018 | 21st Annual D.I.C.E. Awards                           | Outstanding Achievement in Game Direction                             | Nominat   | [ 13 ]        |
| 2018 | National Academy of Video Game Trade Reviewers Awards | Camera Direction in a Game Engine                                     | Nominat   | [ 14 ] [ 15 ] |
| 2018 | National Academy of Video Game Trade Reviewers Awards | Game Design, New IP                                                   | Nominat   | [ 14 ] [ 15 ] |
| 2018 | National Academy of Video Game Trade Reviewers Awards | Game, Original Adventure                                              | Guanyador | [ 14 ] [ 15 ] |
| 2018 | National Academy of Video Game Trade Reviewers Awards | Lighting/Texturing                                                    | Guanyador | [ 14 ] [ 15 ] |
| 2018 | National Academy of Video Game Trade Reviewers Awards | Original Light Mix Score, New IP                                      | Nominat   | [ 14 ] [ 15 ] |
| 2018 | Italian Video Game Awards                             | Game of the Year                                                      | Nominat   | [ 16 ]        |
| 2018 | Italian Video Game Awards                             | Best Narrative                                                        | Nominat   | [ 16 ]        |
| 2018 | Italian Video Game Awards                             | Best Indie Game                                                       | Guanyador | [ 16 ]        |
| 2018 | Italian Video Game Awards                             | Game Beyond Entertainment                                             | Nominat   | [ 16 ]        |
| 2018 | SXSW Gaming Awards                                    | Excellence in Narrative                                               | Guanyador | [ 17 ] [ 18 ] |
| 2018 | SXSW Gaming Awards                                    | Matthew Crump Cultural Innovation Award                               | Nominat   | [ 17 ] [ 18 ] |
| 2018 | Game Developers Choice Awards                         | Innovation Award                                                      | Nominat   | [ 19 ] [ 20 ] |
| 2018 | Game Developers Choice Awards                         | Best Narrative                                                        | Guanyador | [ 19 ] [ 20 ] |
| 2018 | 14th British Academy Games Awards                     | Best Game                                                             | Guanyador | [ 21 ]        |
| 2018 | 14th British Academy Games Awards                     | Game Design                                                           | Nominat   | [ 21 ]        |
| 2018 | 14th British Academy Games Awards                     | Game Innovation                                                       | Nominat   | [ 21 ]        |
| 2018 | 14th British Academy Games Awards                     | Music                                                                 | Nominat   | [ 21 ]        |
| 2018 | 14th British Academy Games Awards                     | Narrative                                                             | Nominat   | [ 21 ]        |
| 2018 | 14th British Academy Games Awards                     | Original Property                                                     | Nominat   | [ 21 ]        |
| 2018 | 14th British Academy Games Awards                     | Performer (Valerie Rose Lohman)                                       | Nominat   | [ 21 ]        |
| 2018 | 2018 Webby Awards                                     | Best Art Direction                                                    | Nominat   | [ 22 ]        |
| 2018 | 2018 Webby Awards                                     | Best Game Design                                                      | Nominat   | [ 22 ]        |
| 2018 | 2018 Games for Change Awards                          | Best Gameplay                                                         | Guanyador |               |

## Nexes externs
- Pàgina web oficial
- Document de disseny original